# Fadd (Tolna)
Fadd est un village et une commune du comitat de Tolna en Hongrie.